# Castillo de Rydzyna
El Castillo Real de Rydzyna es un castillo histórico  en Rydzyna gestionado por la Asociación de Ingenieros y Técnicos Mecánicos Polacos como hotel y centro de conferencias.
Está ubicado en Plac Zamkowy 1.  Con una superficie de 42,5 mil. m² es el castillo más grande de la Gran Polonia.

## Historia
El castillo gótico original de Rydzyńscy, construido entre 1403 y 1422, fue construido por Jan de Czernina, del escudo de armas de Wierzbna, en una isla artificial  y sobrevivió menos de dos siglos, hasta la invasión sueca. Consistía en un edificio residencial al sur, un edificio agrícola al este y una muralla con torre de entrada al norte, rodeada por un amplio foso.
En los años 1685-1695, según el proyecto del arquitecto real Józef Szymon Bellotti o Pompeo Ferrari, se construyó en parte sobre sus muros la residencia barroca de la familia Leszczyński del escudo de armas de Wieniawa. Ya en aquella época el castillo tenía la forma de una estructura de cuatro pisos y cuatro alas con un patio interior y cuatro torres en las esquinas. La decoración interior fue realizada por Michelangelo Palloni. En 1687 tuvo lugar en el teatro del castillo el estreno en Polonia de la comedia de Molière El burgués gentilhombre. Alrededor de 1700 (1698?), por iniciativa de Stanisław Leszczyński, el castillo fue reconstruido según el diseño de Pompeo Ferrari, traído especialmente por la familia Leszczyński desde Roma. Siguiendo los diseños de Bernini (Palazzo Barberini, reconstrucción del Louvre), reconstruyó el ala occidental del castillo, creando un eje diferenciado con la plaza de la ciudad.En esa época se construyó un salón de baile de dos pisos. En 1707 el castillo se incendió. Después de una reelección fallida, Stanisław Leszczyński vendió Rydzyna en 1736  o 1738  a Aleksander Sułkowski, partidario de Agosto III. La siguiente reconstrucción, realizada para la familia Sułkowski, tuvo lugar entre los años 1742 y 1745. El arquitecto silesio Karol Marcin Frantz , inicialmente implementando los conceptos de Pompeo Ferrari, cambió la decoración de la fachada a rococó e instaló nuevos techos y agujas en las torres. Frantz también reconstruyó el salón de baile, en el que se encontraba una pintura en el techo del pintor silesio Georg Wilhelm Neunhertz de 1745  que representaba la apoteosis de la boda de Aleksander Józef Sułkowski con Aleksandra Przebendowska (los dioses olímpicos rindiendo homenaje a los escudos de armas combinados de las familias Sułkowski y Przebendowski). En los años siguientes, Frantz puso en práctica sus propias ideas, entre ellas: OK. En el año 1750 se creó un eje adicional en el lado norte con la construcción de impresionantes caballerizas, cocheras y dependencias. En el propio castillo, en el ala norte, añadió un risalit central, que constituye la entrada a la escalera principal  y construyó un puente de piedra que conecta la entrada con la plaza ovalada frente a los edificios de la granja. Del mismo período (1752) proceden las esfinges de piedra de Jan Rimpler.  
El arquitecto de la última gran reconstrucción entre los años 1783 y 1796 fue Ignacy Graff junto con Dominik Merlini  . Posteriormente se reconstruyó el salón de baile, así como las dependencias y los edificios de la granja  . Entre 1916 y 1918, las instalaciones albergó un campo de prisioneros de guerra alemanes . En los años 1927-1928 (bajo la supervisión de Stefan Cybichowski)  el edificio fue adaptado para las necesidades de una escuela secundaria.  
Sobre el balcón que hay encima de la entrada principal desde el norte se encuentra el escudo de armas de Sulim, de Aleksander Józef Sułkowski.

## Parque
En el lado oriental del castillo hay un parque de 6,6 hectáreas, creado en la segunda mitad del siglo XVII como un jardín regular. El arca fue reconstruida en los años 1783-1785 , y aprox. 1820 reconvertido en edificio paisajístico de estilo inglés. En el siglo XIX, el parque contaba con numerosos pabellones, entre ellos un invernadero, un pabellón turco y un pabellón de caza, de los que solo ha sobrevivido hasta nuestros días el pabellón de tiro renovado en 1772.

## Leyenda
Existe una leyenda que dice que una vez al año, durante una noche tormentosa, el esqueleto de un sacerdote y sus monaguillos celebran la Santa Misa en el castillo. A este servicio asiste una señora blanca que luego confiesa pero no recibe la absolución, y luego los fantasmas desaparecen.